# آسمان خالی
«آسمان خالی» (به انگلیسی: Empty Sky) آلبومی از هنرمند اهل بریتانیا التون جان است که در سال ۱۹۶۹ میلادی منتشر شد.
آسمان خالی اولین آلبوم این خواننده و ترانه سرا است که سرانجام در ماه ژانویه سال ۱۹۷۵ با پوشش‌های مختلف تصویری در ایالات متحده شهرت بین‌المللی داشت.